# 陈英旭
陈英旭（1962年—），汉族，中华人民共和国政治人物、第十一届全国政协委员。
加入中国民主促进会，担任民进中央委员、浙江省委副主委、浙江大学环境与资源学院常务副院长。2008年，当选第十一届全国政协委员，代表中国民主促进会，分入第九组。